# سیارک ۷۹۳۷۵
سیارک ۷۹۳۷۵ (به انگلیسی: 79375 Valetti، نامگذاری:1997FA) هفتاد و نه هزار و سیصد و هفتاد و پنجمین سیارک کشف شده‌است که در ۱۶ مارس ۱۹۹۷ کشف شد.